# Festival de Jazz de Montreux

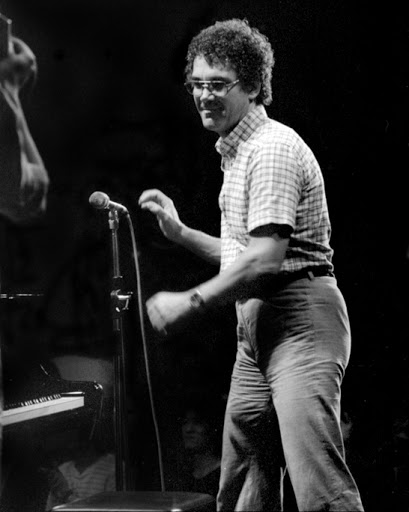
Claude Nobs – jeden z założycieli i wieloletni dyrektor Montreux Jazz Festival, 12 lipca 1978

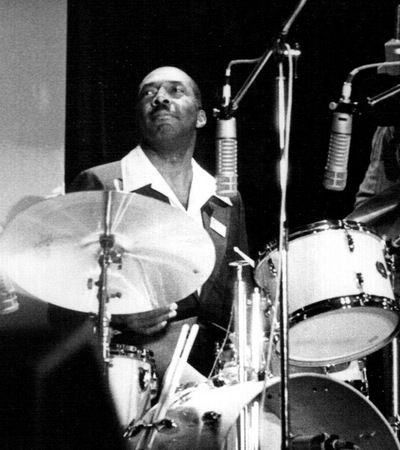
Amerykański perkusista bluesowy (blues chicagowski) Odie Payne na Montreux Jazz Festival, 9 lipca 1978

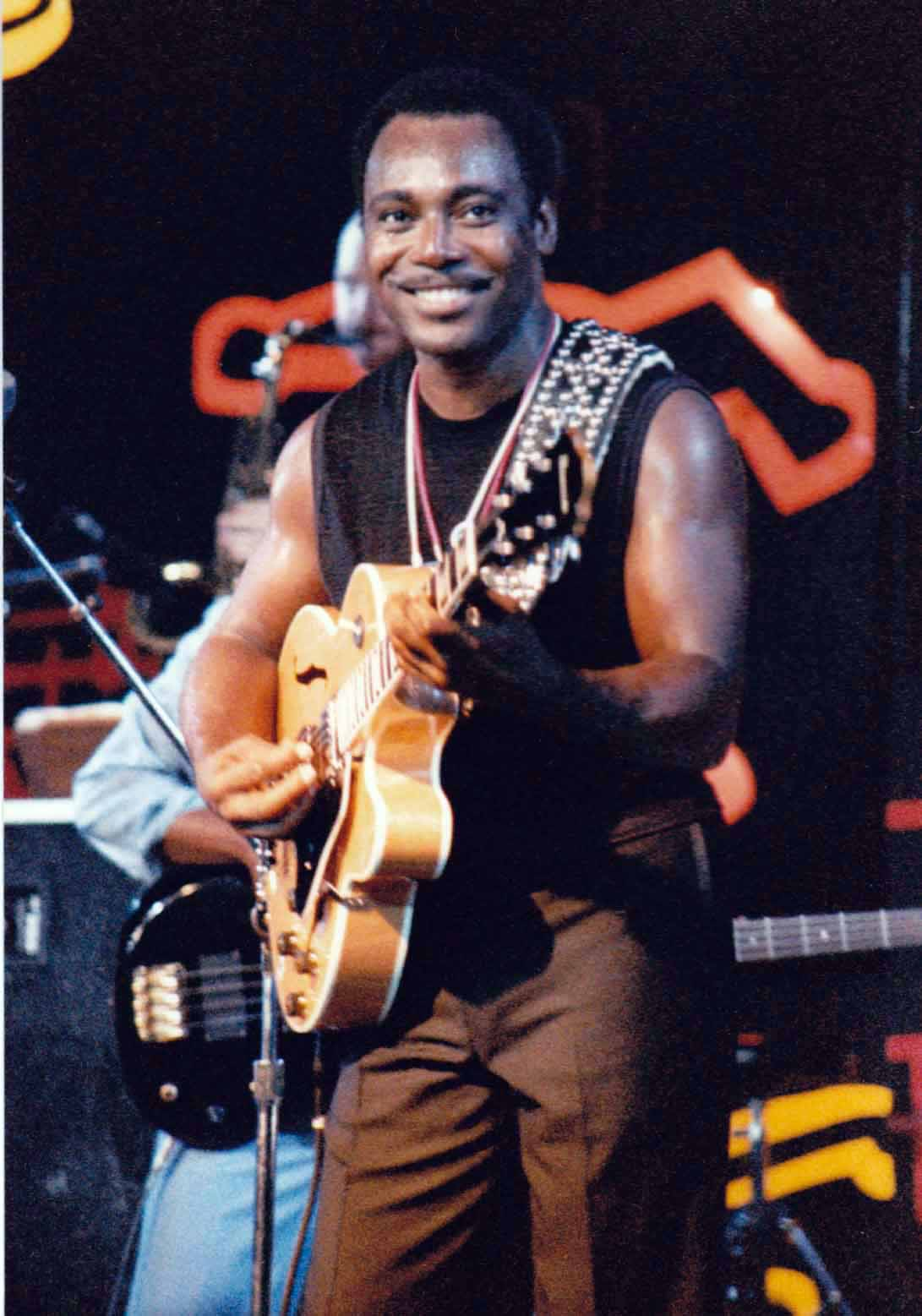
George Benson na Montreux Jazz Festival, 1986

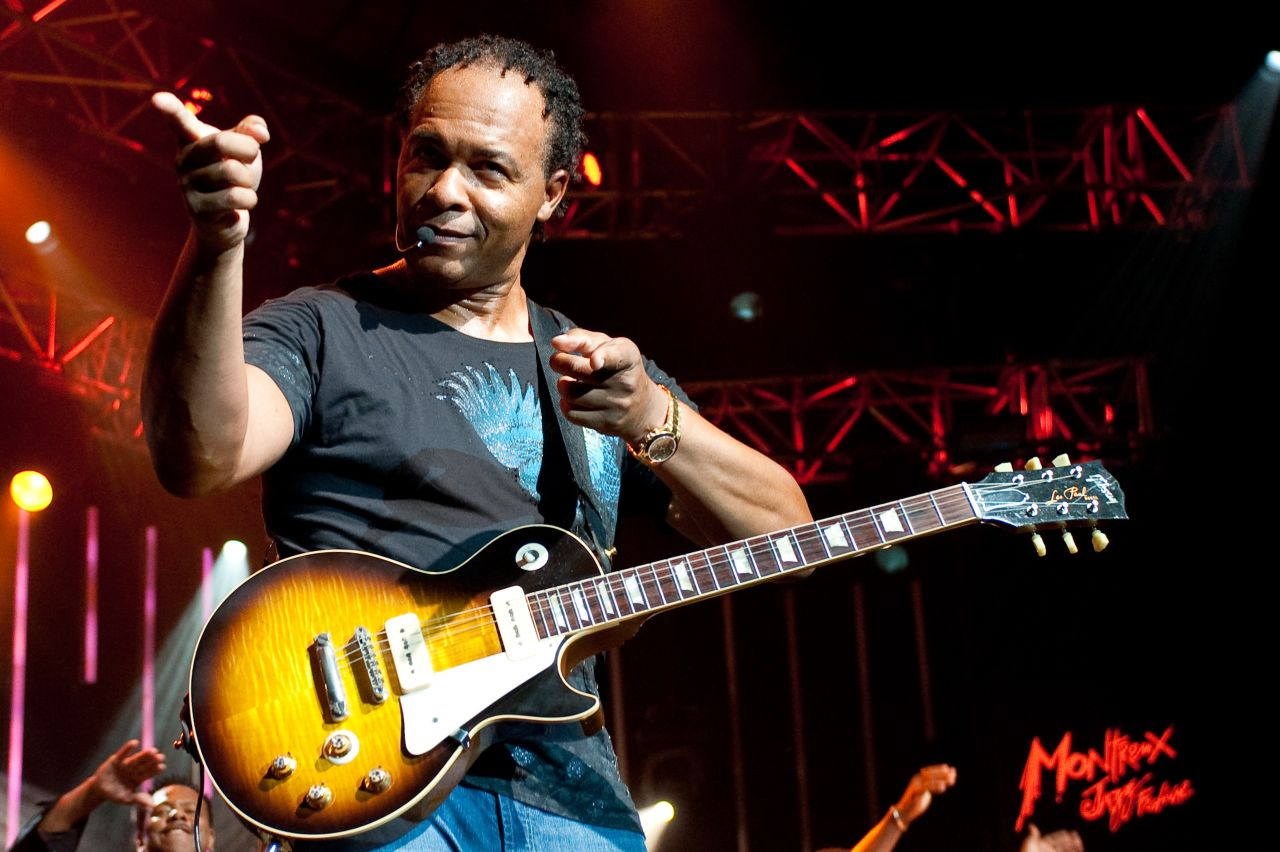
Ray Parker Jr. na Montreux Jazz Festival, 15 lipca 2009

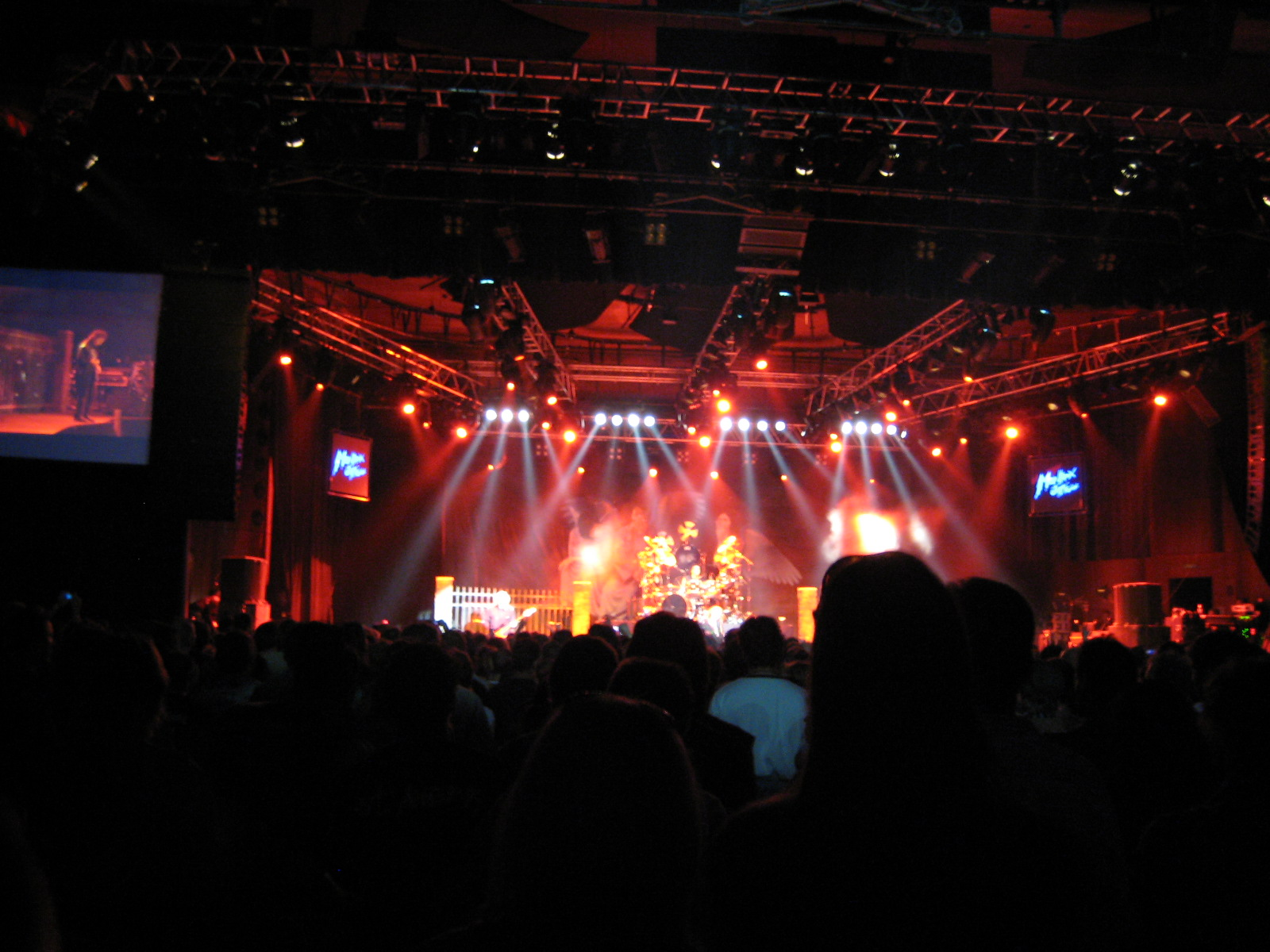
Festival de Jazz de Montreux – nocny koncert, lipiec 2007

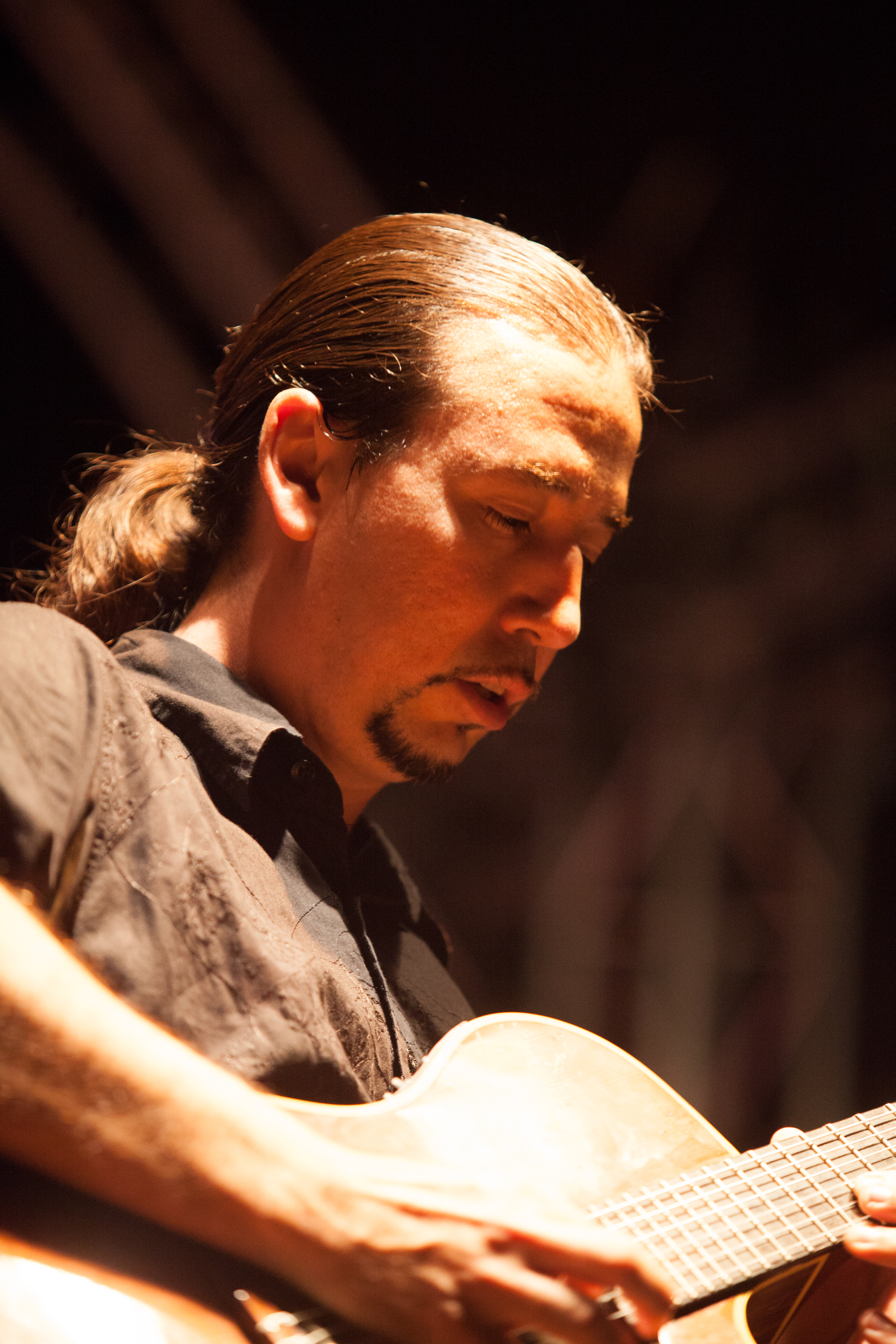
Amerykański gitarzysta i kompozytor Mark del Castillo na Festival de Jazz de Montreux (występ z grupą muzyczną Del Castillo), 6 lipca 2012

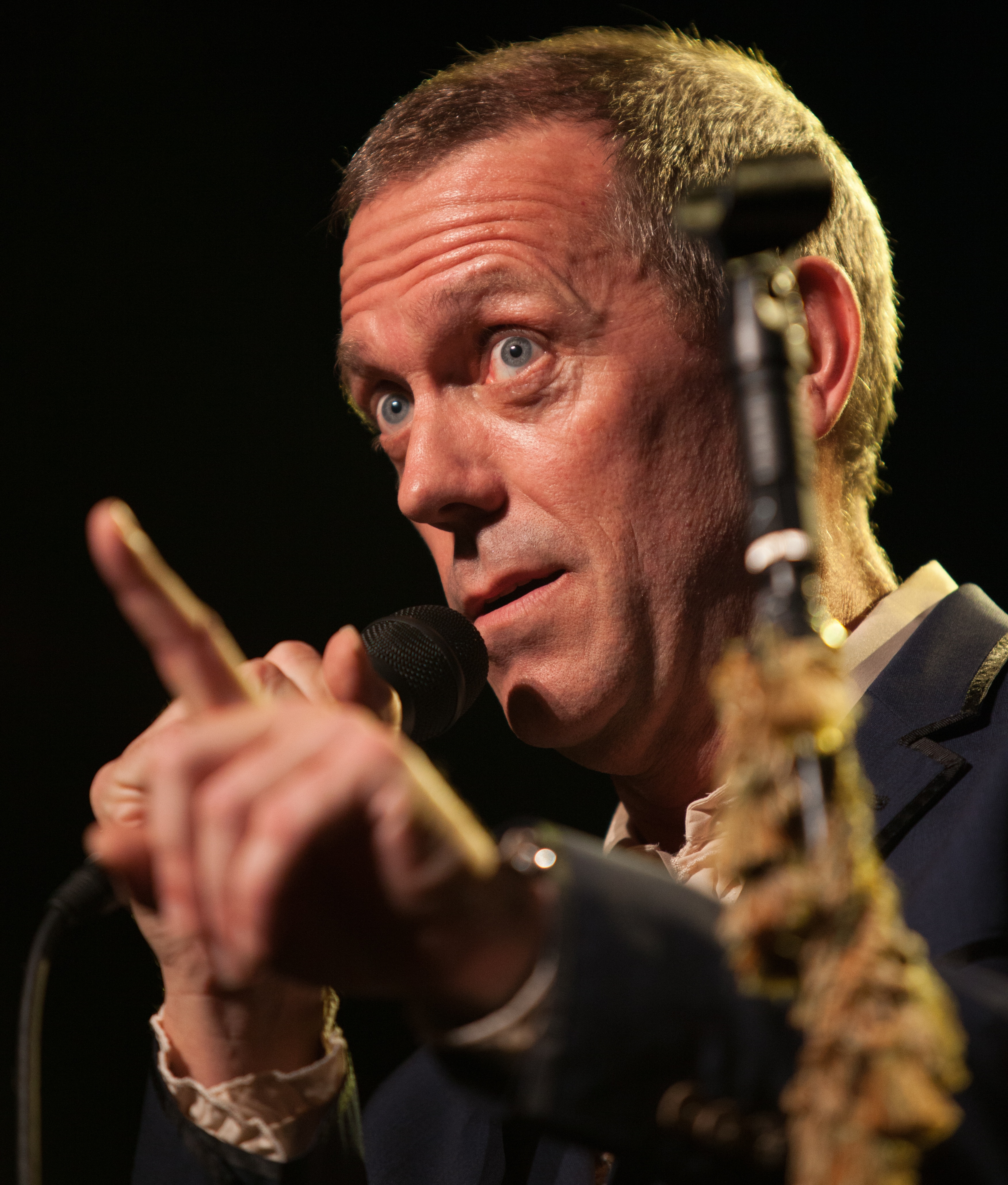
Hugh Laurie na Festival de Jazz de Montreux, 9 lipca 2012

Festival de Jazz de Montreux, znany również jako Montreux Jazz Festival – największy festiwal muzyki jazzowej oraz popularnej w Szwajcarii oraz drugi co do wielkości na świecie (zaraz po Festival International de Jazz de Montréal), odbywający się corocznie w miejscowości Montreux. Festiwal został po raz pierwszy zorganizowany w 1967 roku przez Claudea Nobsa, Géo Voumarda i René Langela. Wystąpili wtedy m.in.: Keith Jarrett, Jack DeJohnette, Bill Evans, Soft Machine, Weather Report, Nina Simone, Jan Garbarek oraz Ella Fitzgerald. Obecnie podczas koncertów prezentują się również zespoły popowe oraz rockowe, gromadząc publiczność sięgającą 200 000 osób.
W 2012 polski kompozytor i pianista jazzowy Leszek Możdżer został, jako pierwszy Polak, przewodniczącym jury międzynarodowego Montreux Jazz Piano Competition (2012) – konkursu pianistycznego, który począwszy od 1999 odbywa się corocznie w ramach Montreux Jazz Festival (jest organizowany pod patronatem Quincy Jonesa).

## Występy artystów i grup muzycznych na Festival de Jazz de Montreux
Od początku festiwalu (1967) wystąpiło na nim bardzo dużo artystów i grup muzycznych, w tym wiele sław jazzu, jak również przedstawicieli innych gatunków muzycznych.

- Al Di Meola – 1986, 1993, 2005[4][5]
- Alanis Morissette – 2012[6]
- Alice Cooper – 2005, 2009[7][8]
- Alicia Keys – 2008[9]
- Annie Lennox – 1992[10][11]
- B.B. King – 1979, 1984, 1987, 1989, 1990, 1991, 1995, 1998 (Buddy Guy and B.B. King), 1999, 2000, 2001, 2005[12][13]
- Ben E. King – 1987[13]
- Billy Idol – 2010[14]
- Black Eyed Peas – 2009[15]
- Bob Dylan – 1994, 2001, 2012[16][17][18]
- Bill Evans (The Trio of Bill Evans) – 1968[13]
- Boney James – 1999[19]
- Bonnie Raitt – 1977
- Bow Wow – 1978
- Candy Dulfer – 2002[20]
- Canned Heat – 1973[21]
- Carlos Santana – razem Buddym Guyem, Clarence’em „Gatemouth” Brownem oraz Bobbym Parkerem – 2004
- Cassandra Wilson – 2003[22]
- Chaka Khan – 1993, 2009[22][23]
- Chicago – 1969
- Chick Corea Elektric Band – 2004[24]
- Chico César – 2003[22]
- Chris Isaak – 1993[22]
- Chuck Berry – 1972[25]
- Chuck Mangione – 1972[26]
- Climax Blues Band – 1982
- Craig David – 2003[22]
- David Sanborn – 1997[22]
- Deee-Lite – 1991[27]
- Deep Purple – 1996, 2000, 2004, 2006, 2008, 2011[28][29][30][31][32][33]
- Dennis Brown – 1979[34][35]
- Dr. John – 1995[13]
- Earth, Wind & Fire – 1997[36][37]
- Ella Fitzgerald – 1969, 1977[22]
- Emerson, Lake and Palmer – 1997
- Eric Clapton – 1986, 1992, 1997[22][38][39]
- Etta James – 1977, 1993[22][40]
- Fenton High School Big Band – 1969
- Frank Zappa – 1971[22]
- Gary Moore – 1990, 1995, 1997, 1999, 2001, 2010[41][42][43][44]

- George Benson – 1986, 2003[22]
- Herb Alpert – 1996
- Herbie Hancock – 1997[47]
- Heritage Orchestra – 2005
- James Brown – 1981[48]
- Jamiroquai – 1995, 2002, 2003
- Jeff Beck – 2007[49]
- Jedi Mind Tricks – 2009
- Jethro Tull – 1970, 2003
- João Gilberto – 2003[22]
- Joe Satriani – 1988, 2000, 2002[50][51][52]
- John Surman – 1968
- Johnny Cash – 1994[53]
- Katie Melua – 2010, 2012[54][55]
- Keith Jarrett – 1967[22]
- King Crimson – 2003[22]
- Korni Grupa – 1972
- Kotaro Oshio – 2002, 2004
- Led Zeppelin – 1970, 1972
- Leonard Cohen – 2008[56]
- Leszek Możdżer – 2010, 2012[3][54][57]
- Lisa Stansfield – 2003[22]
- Lou Reed – 2000[58]
- Louisiana Red – 1975, 1984
- Little Milton – 1973
- Luther Allison – 1976, 1983, 1984, 1994
- Maná – 1994
- Marcus Miller – 2006, 2008, 2011[59][60][61]
- Maria Bethânia – 2003[22]
- Mark Knopfler – 2010[54]
- Massive Attack – 2010[54]
- Marvin Gaye – 1980[62][63]
- Melissa Etheridge – 1988[64]
- Michał Urbaniak – 1971[65]
- Mike Oldfield – 1981[66]
- Miles Davis – 1973, 1984, 1985, 1986, 1988, 1989, 1990, 1991[22]
- Mink DeVille – 1982
- Missy Elliott – 2010[54]
- Morcheeba – 2003[22]
- Muse – 2002
- Myslovitz[67] – 2002[68]
- Natalie Cole – 2003[22]
- Nightmares on Wax – 2006
- Nightwish – 2012
- Nina Hagen – 1985
- Nina Simone – 1976, 1987 1990
- Norah Jones – 2010[54]
- Noa – 2003[22]
- Ofra Haza – 1990[69]
- Otis Rush – 1986
- Paco de Lucía – 2010[54]
- Pat Metheny – 1985, 1994, 1999, 2010[54]
- Pet Shop Boys – 2007[70]
- Peter Tosh – 1979
- Petula Clark – 2010[54]
- Phil Collins – 2010[54]
- Pink Floyd – 1970, 1971
- Piotr Orzechowski – 2011[71][72][73]
- Prince – 2007, 2009[74][75]
- The Pretenders – 2003[22]
- The Pretty Reckless – 2011
- Queens of the Stone Age – 2005, 2018
- Quique Neira – 2009
- Rachelle Ferrel – 1991, 1997, 1999[13][76]
- Radiohead – 2003[77]
- Randy Crawford – 2003[22]
- Ray Charles – 1978, 1997[78]
- Return to Forever – 2008[79]
- Robert Plant – 1993[80]
- Roberta Flack – 1971, 1972[22][81][82]
- Rory Gallagher – 1975, 1977, 1979, 1985, 1994
- Rostov Trio – 1992
- Roxy Music – 2010[54]
- Run DMC – 2001[22]
- Sade – 1984
- Santana – 1971[83]
- Sigur Rós – 2001[22]
- Simply Red – 2010[54]
- Stan Getz – 1972[84]
- Steel Pulse – 1979[85]
- Steve Earle – 2005[86]
- Stevie Ray Vaughan – 1982, 1985[87][88][89]
- Sting – 1991[90]
- Suzanne Vega – 2000, 2004[13][91]
- Talk Talk – 1986[92]
- Talib Kweli – 2009
- Tears For Fears – 1985[93]
- Ten Years After – 1970
- The Corrs – 1998, 2004[94], 2005
- The Dubliners – 1976
- The Jeff Healey Band – 1999
- The Mahavishnu Orchestra – 1972, 1974, 1984
- The Moody Blues – 1991[95][96]
- The Strokes – 2006[97]
- The Young Gods – 2005
- The Jets – 1986
- Tokyo Ska Paradise Orchestra – 2008
- Tony Bennett – 2003[22]
- Tori Amos – 1991, 1992, 2005, 2007, 2010[54][98][99][100][101][102]
- Toto – 1991[103]
- UB40 – 2002[104]
- Van Morrison – 1974, 1980, 2003, 2012[22]
- Vanessa Paradis – 2010[54]
- Weather Report – 1976[105]
- Willy Mason – 2010[54]
- Wu-Tang Clan – 2007
- Wyclef Jean – 2009[106]
- Jaron Herman – 2010[54]
- Yes – 2003[22][107]
- Youssou N’Dour & Super Etoile de Dakar – 2010[54]
- ZZ Top – 2003[22]

Wiele z powyższych koncertów zostało wydanych na płytach DVD lub (oraz) blue-ray przez wydawnictwo Eagle Rock Entertainment.

## Laureaci konkursów

### Jazz Piano Competition
2010 Bösendorfer Montreux Jazz Piano Competition 2010. Finaliści:
- Pierwsza Nagroda: Nicolay Sidorenko (Rosja)
- Druga Nagroda ex-aequo: Logan Thomas (Stany Zjednoczone) and David Helbock (Austria)
- Trzecia Nagroda: Zoltan Balogh (Węgry)
- Nagroda Publiczności: Tuomas Antero Turunen (Finlandia)

2011 Parmigiani Montreux Jazz Piano Competition 2011. Finaliści:
- Pierwsza Nagroda: Piotr Orzechowski (Polska)
- Druga Nagroda: Jeremy Siskind (Stany Zjednoczone)
- Trzecia Nagroda: Jerry Léonide (Mauritius)
- Nagroda Publiczności: Emil Mammadov (Azerbejdżan)

2012 Parmigiani Montreux Jazz Solo Piano Competition 2012. Finaliści:
- Pierwsza Nagroda: Marialy Pacheco (Kuba / Australia)
- Druga Nagroda: Alex Pryrodny (Ukraina)
- Trzecia nagroda: Cezara-Lucia Vlădescu (Rumunia / Niemcy)
- Nagroda Publiczności: Cezara-Lucia Vlădescu

### Jazz Voice Competition
2010 Shure Montreux Jazz Voice Competition 2010. Finaliści:
- Pierwsza Nagroda: Sanem Kalfa (Turcja)
- Druga Nagroda: Yuliana Rogacheva (Rosja)
- Trzecia Nagroda: Maria Joao Mendes (Portugalia)
- Nagroda Publiczności: Yuliana Rogacheva

2011 Shure Montreux Jazz Voice Competition 2011. Finaliści:
- Pierwsza Nagroda ex-aequo: Chiara Izzi (Włochy) i Sarah Marie Young (Stany Zjednoczone)
- Druga Nagroda: Luis Regidor (Hiszpania)
- Nagroda Publiczności: Sarah Marie Young

2012 Shure Montreux Jazz Voice Competition 2012. Finaliści:
- Pierwsza Nagroda: Sarah Lancman (Francja)
- Druga Nagroda: Elena Mindru (Rumunia)
- Trzecia Nagroda: Marie Martin (Francja) (Nagroda René Perreta)
- Nagroda Publiczności: Elena Mindru (Rumunia)